# 七里河街道
七里河街道是中华人民共和国湖北省襄阳市樊城区下辖的一个街道办事处。

## 行政区划
七里河街道下辖以下村级行政区划单位：
新华社区、陈营社区和大石桥社区。